# Hendrik van Zwol
Hendrik van Zwol (1984) is een Nederlands marketeer en spreker. In verschillende Nederlandse media wordt hij "expert op het gebied van kunstmatige intelligentie" genoemd.

## Carrière
Van Zwol kreeg media-aandacht door een deepfake-video over de Nederlandse televisiepresentator Arjen Lubach, waarin Lubach te zien was met lof voor Van Zwol. Een ander werk van hem was een met kunstmatige intelligentie gegenereerde videoboodschap van koning Willem-Alexander gericht aan VVD-lijsttrekker Dilan Yeşilgöz, die ook in de media aan bod kwam. Yeşilgöz herkende dat de video met AI-technologie was vervaardigd en benadrukte zowel de potentie als de risico's die AI met zich meebrengt.
In een artikel in Tubantia uitte Van Zwol kritiek op het Nederlandse onderwijssysteem, pleitend voor het stoppen met "onzinnige opleidingen" en het benadrukken van onderwijsvernieuwing gericht op relevante en toekomstgerichte vaardigheden, inclusief AI. Zijn aanpak is bekritiseerd door Theo Hakkert, columnist voor De Gelderlander, die vraagtekens zet bij de snelheid waarmee technologische oplossingen zoals AI worden voorgesteld om het onderwijssysteem te verbeteren.
In een artikel in de Leeuwarder Courant benadrukte Van Zwol het belang van het integreren van AI in de hedendaagse samenleving.
Onlangs was Van Zwol te gast bij Eva Jinek, waar hij live demonstreerde hoe de jeugdfoto's van Jinek met AI tot leven kwamen. Dit emotioneerde haar zichtbaar.